# Тело (Мёрт и Мозель)
Тело́ (фр. Thélod) — коммуна во французском департаменте Мёрт и Мозель, региона Лотарингия. Относится к кантону Везелиз.

## География
Тело́ расположен в 20 км к юго-западу от Нанси. Соседние коммуны: Мартемон на севере, Удельмон и Паре-Сен-Сезер на юго-востоке.

## Демография
Население коммуны на 2010 год составляло 265 человек.
| 1962 | 1968 | 1975 | 1982 | 1990 | 1999 | 2010 |
| ---- | ---- | ---- | ---- | ---- | ---- | ---- |
| 167  | 142  | 119  | 167  | 217  | 258  | 265  |